# Ludwig von Marnitz
Ludwig Robert von Marnitz (* 6. November 1857 in Papendorf; † 2. Dezember 1929 in Berlin-Wilmersdorf) war ein deutscher Philologe und Professor an der Preußischen Kriegsakademie.

## Familie
Er entstammte einer deutschbaltischen Adelsfamilie. Ein Zweig der mecklenburgischen Familie kam nach Livland und erwarb dort mit seinem Großvater, dem Schulinspektor Friedrich Marnitz (1784–1849), am 31. Januar 1831 den erblichen russischen Beamtenadel. 1890 wurde er in das Moskauer Adelsgeschlechtsbuch eingetragen und nach seinem Umzug nach Berlin erfolgte am 12. Juli 1910 die preußische Adelsanerkennung.
Marnitz war das sechste Kind des Landpastors Ludwig Wilhelm Marnitz (* 31. Mai 1813 in Lemsal; † 27. Juli 1872 in Karlsbad, Riga-Strand) und dessen Ehefrau Alexandra Petronella, geborene von Erdberg (* 15. Juli 1828 in Radzuni, Gouvernement Kowno; † 14. Januar 1918 in Goldingen). Der spätere Pfarrer und evangelische Märtyrer Xaver Marnitz (1855–1919) war sein älterer Bruder.
Am 25. April 1884 heiratete Marnitz in Oberpahlen seine erste Frau Sophie Maurach (* 8. Dezember 1860 in Oberpahlen; † 13. Mai 1914 in Berlin-Wilmersdorf). Sie war die Tochter des Carl Peter Ludwig Maurach und der Elisabeth Charlotte Catharine Maurach. Mit ihr hatte er den gemeinsamen Sohn Viktor von Marnitz. Nach dem Tod seiner ersten Frau heiratete er am 8. Mai 1917 in Berlin Agnes Maurach (* 15. Mai 1867 in Oberpahlen; † unbekannt), eine jüngere Schwester seiner ersten Frau.

## Leben
Marnitz besuchte das Gymnasium in Pernau und von 1873 bis 1876 das Gouvernements-Gymnasium in Riga. Nach dem Abitur studierte er 1876/77 an der Kaiserlichen Universität Dorpat und von 1877 bis 1880 am Russisch Historisch-Philologischen Institut der Universität Leipzig Klassische Philologie. Er wurde Mitglied des Klassisch-Philologischen Vereins Leipzig im Naumburger Kartellverband. Nach dem Tod seines Vaters 1872 war er für das Studium auf ein russisches Stipendium angewiesen, das mit einer Verpflichtung für den russischen Staatsdienst verbunden war. 1880/81 war Marnitz Oberlehrer in Lubny, 1881/82 an der Petri-Pauli-Schule in Moskau, 1883 am Privatgymnasium in Dorpat, 1883–1889 am Gouvernements-Gymnasium in Wizebsk und 1890–1892 am Privatgymnasium K. Stavenhagen in Mitau.
Durch das Aufwachsen in einer multikulturellen Umgebung und seiner langjährigen Tätigkeiten an russischen Schulen erwarb er sich hervorragende russische Sprachkenntnisse. Dies brachte ihn 1892 einen Ruf als Dozent und ab 1904 als etatmäßiger Professor für russische Sprache an der Preußischen Kriegsakademie in Berlin ein. Von 1914 bis 1919 war Marnitz zuerst im Zentralnachweisebüro für Kriegsgefangene beschäftigt, dann hauptsächlich als Redakteur einer Zeitung für russische Kriegsgefangene. 1919 wurde er als ehrenamtlicher Mitarbeiter zur Bibliothek der Kriegsakademie, der späteren Deutschen Heeresbücherei, abkommandiert. Von 1920 bis 1923 war er im einstweiligen Ruhestand, dann zum 12. Dezember 1923 im regulären Ruhestand versetzt worden.

## Werk und Bedeutung
Da der russische Sprachunterricht an den Kriegsakademien im Vorfeld des Ersten Weltkriegs eine größere Rolle als den Universitäten spielte, herrschten dort bessere materielle und personelle Voraussetzungen für die Lehrbuchentwicklung. Obwohl bereits eine Reihe von russischen Lehrbüchern an den Kriegsakademien vorhanden war, schuf er ab 1887 eine in sich geschlossene Lehrbuchreihe, das aus Grammatik, Übungsbuch und Elementarbuch bestand. Durch seinen an der wirklichkeitsnahen Sprachvermittlung orientierten Ansatz aus der Sicht eines deutschen Muttersprachlers erfreuten sich seine Lehrbücher großer Beliebtheit, sodass seine Bücher viele Neuauflagen erlebten. Daneben wurde er auch als Herausgeber von Lektüretexten und als Übersetzer bekannt.